# Diario Libre (España)
Diario Libre fue un periódico vespertino sensacionalista español con sede en Madrid que existió durante 44 días del año 1978. Su creación en febrero obedeció a los intereses económicos del Grupo 16, que intentó explorar el segmento de mercado de prensa amarilla. Sin embargo, la ausencia de circulación hizo fracasar al periódico, que acabó cerrando a principios de abril. 

## Creación
La creación de Diario Libre respondía a las necesidades económicas del Grupo 16. Mientras que la revista Cambio 16 era rentable, esto no ocurría con su negocio de prensa. Diario 16 acarreaba pérdidas de 180 millones de pesetas y tenía una plantilla sobredimensionada. Diario Libre pretendía llenar un hueco no explotado en España: el del tabloide sensacionalista. La operación también buscaba segregar la división de prensa del grupo y redistribuir al excedente de personal. De esta manera, el objetivo era que Diario 16 fuera el diario generalista vespertino y Diario Libre el popular.  Como consecuencia, se creó la sociedad Inpulsa para publicar ambos títulos.
La salida al mercado fue accidentada. Su maqueta aún no estaba lista cuando salió la campaña de presentación. El diseño fue encargado al grafista Francisco Arribas, que tardó tres días en terminarla. Finalmente, el diario se publicó por primera vez el día 16 de febrero con una tirada de 75.000 ejemplares y un precio inferior al de sus competidores, 15 pesetas.  Su primer editorial rezaba, con Román Orozco, proveniente de Diario 16, a la cabeza: 

Tiene usted en sus manos un nuevo periódico. El periódico de las caras. El periódico lleno de personas. El periódico plagado de aventuras humanas. [...] Junto a la noticia estará la foto de su protagonista. Para que usted le vea la cara. Para que sepa bien cómo es.
José Román Orozco en el número de inicial de Diario Libre, 1978

## Contenido
El diario tenía una línea editorial progresista. El contenido de los artículos se centraba en el interés humano de la noticia, con un tratamiento sensacionalista. Esto se lograba mediante titulares llamativos y prominentes visualmente. El diario publicó así portadas con titulares como «Yo me acosté con La Pasionaria» o «Felipe González fuma marihuana». Sin embargo, una de las mayores polémicas vino con la primera página del 3 de marzo de 1978.  En ella, un titular de carácter homófobo, «Maricas en el Ministerio de Cultura», daba paso a una pieza reivindicativa que, hablando de un «escándalo homosexual», vinculaba el cese del director general de Difusión Cultural, el periodista Antonio Papell, a

una historia 'sentimental' en la que también se hallan implicados un periodista y un joven y modesto empleado en el Ministerio de Cultura [...] el eterno trío de una historia llena de sexo y celos.
José Román Orozco, Diario Libre, 3 de marzo de 1978

Sin embargo, uno de los elementos clave de la prensa sensacionalista, la fotografía, no fue explotado al máximo. Las imágenes solían estar mal posicionadas, no cuadraban con el texto y, en ocasiones, se repetían de número a número. 

## Cierre
La andadura del medio llegó a su fin 43 números después del lanzamiento el 8 de abril de 1978.  Al cierre, todos los periodistas del medio fueron readmitidos a la redacción de Diario 16, con lo que no hubo despidos. Según el propio director, 

no ha habido dinero para promocionar el periódico. Libre fue una fórmula para que el contrato con la imprenta resultara rentable, y como periódico no ha existido, no lo ha conocido la gente. No creo que haya culpables, pero los periódicos sensacionalistas necesitan más medios que los normales. Y en Libre lo único que ha habido ha sido entusiasmo. Con medios precarios de gente y promoción no se puede hacer nada. Cuando hay una empresa fuerte detrás se pueden hacer las cosas; cuando es una solución a tumba abierta, no.
José Román Orozco en declaraciones a El País, 8 de abril de 1978

Posteriormente, más allá de razones económicas, se han propuesto otras causas para el fracaso del periódico. Una hipótesis fue la desconexión entre registros lingüísticos. Según Manuel Casado Velarde, el vocabulario pasota del medio no era adecuado para una publicación informativa. Otra apuntó a la ausencia de un segmento rentable en una época de politización como la Transición y a problemas de distribución. En concreto, Inpulsa pretendía contratar a vendedores de prensa, frente a la oposición de los dueños de quioscos, que además ganaban menos con el diario. Asimismo, desde el análisis visual, el diario no aprovechó al máximo su maqueta. Como consecuencia, el periódico contaba con más texto del habitual, y las imágenes eran ineficaces para captar la atención del lector. 